# Donatella Bardi
Donatella Bardi (Torino, 13 agosto 1954 – Milano, 13 dicembre 1999) è stata una cantante e attrice italiana.

## Biografia
Figlia del pittore Mario Bardi e sorella del chitarrista Lucio Bardi, inizia la sua carriera come cantante a Milano negli anni settanta. È la voce femminile nell'album Volo magico n. 1 di Claudio Rocchi. La collaborazione con Rocchi continua in altri 4  album della produzione del cantautore.
Collabora con artisti come Nino Tristano (Suonate suonatori, album Fonit-Cetra), Alberto Camerini e Eugenio Finardi, con i quali forma il gruppo musicale de Il Pacco insieme ai musicisti Antonello Vitale, Paolo Donnarumma, Gianfranco Gagliardi ed Ezio Malgrati. Partecipa alla Festa del proletariato giovanile del Parco Lambro dal 13 al 16 giugno 1974.
Tra il 1976 e il 1978 collabora anche con Demetrio Stratos e Paolo Tofani degli Area.
Nel 1974 incide per la Elektra Records il suo album A' Puddara è un vulcano, con il fratello Lucio alla chitarra, Pepè Gagliardi alle tastiere, Paolo Donnarumma al basso, Antonello Vitale alla batteria e a Goran Marianovich, al violino.
In parallelo inizia anche la sua carriera di attrice, partecipando a Montepulciano al primo Festival Internazionale di Teatro con la compagnia di Memè Perlini.
Nel 1993 entra nel gruppo musicale Ensemble.
Donatella Bardi muore nel 1999 a 45 anni per un'insufficienza coronarica.

## Discografia
- 1975: A puddara è un vulcano (Elektra Records T 52028) - Ristampato su CD Vololibero Edizioni nel 2010

## Partecipazioni
- 1971 - Claudio Rocchi: Volo magico n. 1
- 1971 - Nino Tristano: Suonate suonatori
- 1972 - Simon Luca: Per proteggere l'enorme Maria
- 1973 - Equipe 84: Senza senso (la Bardi è citata nella descrizione del videoclip Senza Senso prodotto nel 2015)
- 1974 - Loy e Altomare: Chiaro
- 1977 - Alberto Camerini: Gelato metropolitano, Bambulè
- 1977 - Eugenio Finardi: Diesel, Tutto subito
- 1979 - Claudio Rocchi: Non ce n'è per nessuno
- 1980 - Enrico Nascimbeni: Verso il mare, La clef des songes, Parigi un'assenza
- 1991 - Ensemble: Moti shkon
- 1994 - Claudio Rocchi: Claudio Rocchi
- 1996 - Claudio Rocchi: I think you heard me right
- 1997 - Mariolina Zitta: Perle di grotta – la voce delle stalattiti
- 1998 - Claudio Rocchi: Sulla soglia